# شان ریهال
شان ریهال (به انگلیسی: Sean Rayhall)(متولد ۱۰ مارس ۱۹۹۵، در وینستون، جورجیا ) یک راننده مسابقه است. او در کلاس ال‌ام‌پی۳ سری مسابقات لمانز اروپا شرکت کرد و در سال ۲۰۱۷ عنوان قهرمانی را به دست آورد. او همچنین قبلاً در کلاس جی تی دیتونا در مسابقات قهرمانی ایمسا در کنار ماشین‌های استوک و ماشین‌های فرمول، مسابقه داده است.
ریهال با انتشار پستی در توییتر اعلام کرد که در سن ۲۳ سالگی از مسابقات حرفه ای بازنشسته شده است. 

## کارتینگ
شان ریهال در سن ۷ سالگی مسابقات کارتینگ را آغاز کرد. ریهال در سال ۲۰۰۴ به مسابقات قهرمانی گرجستان کارت سرعت در کلاس یاماها جونیور پیوست.
فصول بعدی او در مسابقات قهرمانی ایالت فلوریدا و جام تولیدکنندگان WKA شرکت کرد. ریهال در سال ۲۰۰۷ در مسابقات قهرمانی گرجستان اسپرینت کارت دو قهرمانی در کلاس های این مسابقات به دست آورد. 